# Front Range Airport
Fort Range Airport , kode (ICAO: KFTG, FAA LID: FTG), er en lufthavn i Aurora, som ligger i udkanten af Denver Metro Area. 
Lufthavnen er indenrigs, og ligger ca. 5 km sydøst for Denver International Airport og 31 km vest for Denvers forretningscentrum.
39°47′07″N 104°32′35″V / 39.78528°N 104.54306°V